# Daniel Berrigan
Daniel Joseph Berrigan (Virginia, 9 maggio 1921 – New York, 30 aprile 2016) è stato un gesuita, attivista e scrittore statunitense. Considerato un esponente dell'anarchismo cristiano, fu attivo protagonista di molte delle battaglie sociali che caratterizzarono gli Stati Uniti nella seconda metà del Novecento, battendosi contro la guerra del Vietnam, l'uso dell'energia nucleare, l'aborto e a favore dei malati di AIDS.

## Biografia
Daniel Berrigan nacque in Minnesota nel 1921 in una famiglia di origini irlandesi e tedesche. Nel 1952 conseguì un Master of Arts presso il Woodstock College di Baltimora e fu ordinato sacerdote. Negli anni seguenti si dedicò all'insegnamento, prima alla St. Peter's Preparatory School di Jersey City (1946-1949) e poi, dal 1954, come docente di teologia e francese presso Brooklyn Preparatory School. Nel 1957 si unì al dipartimento di teologia del Le Moyne College come professore di studi sul Nuovo Testamento e nello stesso anno vinse il Lamont Prize per la sua silloge Time Without Number, che gli valse anche una candidatura al National Book Award per la poesia.
Nel 1963, durante un anno sabbatico, si recò a Parigi per incontrare un gruppo di gesuiti critici della situazione politica e sociale dell'Indocina; di ritorno in patria fondò con il fratello Philip (anch'egli gesuita) la "Catholic Peace Fellowship", un'associazione che organizzava proteste contro la guerra in Vietnam. Nell'ottobre 1965 fondò con Richard John Neuhaus e il rabbino Abraham Joshua Heschel l'organizzazione nota come "Clergy and Laymen Concerned About Vietnam" (CALCAV), a cui si unirono anche Hans Morgenthau e Reinhold Niebuhr.
Fu proprio il suo attivismo per la pace a renderlo notorio nella seconda metà degli anni sessanta. Nel 1968 fu uno dei "Catonsville Nine", un gruppo di nove cattolici che usarono del napalm artigianale per distruggere 378 lettere di reclutamento, sollecitando i fedeli e la Chiesa cattolica a schierarsi apertamente contro il conflitto. Berrigan fu condannato a tre anni di reclusione per il gesto, ma riuscì a fuggire prima del suo arresto; fu inserito nella lista dei più ricercati dall'FBI (diventando il primo prete a finire nella lista) e sarebbe stato arrestato solo nell'agosto 1970, rimanendo poi in carcere fino al febbraio 1972. Nel 1974 vinse il Premio Gandhi per la pace, ma le sue critiche contro il trattamento dei palestinesi ad opera di Israele suscitarono l'indignazione di un membro di Promoting Enduring Peace, che propose la revoca del premio; dopo aver sentito del clamore causato dalle sue affermazioni, Berrigan riconsegnò il premio.
Negli anni ottanta avrebbe indirizzato il proprio attivismo a sostegno del movimento anti-nucleare. Nel 1980 fondò il "Plowshares movement" con il fratello e altri sei: il gruppo vandalizzò la centrale nucleare di King of Prussia, dando inizio a una battaglia legale durata un decennio e che portò a una condanna a ventitré mesi di reclusione nel 1990. Negli anni novanta invece le sue battaglie sociali includevano la disobbedienza civile contro l'aborto e la lotta per i diritti dei malati di AIDS, assumendo atteggiamenti critici verso l'atteggiamento della Chiesa cattolica nei confronti degli omosessuali. Nel 1993 vinse il Premio Pacem in Terris. Nonostante i problemi si salute, rimase un fervente attivista anche in tarda età: nel 2012, all'età di novant'anni, fu arrestato per aver preso parte a Occupy Wall Street.
Tra il 1966 e il 1970 fu anche assistente direttore dell'organizzazione interreligiosa dell'Università Cornell, diventando anche il cappellano del gruppo cattolico dell'ateneo (il Cornell Newman Club) e advisor del primo gruppo studentesco dell'università a favore dei diritti LGBT. Parallelamente all'attivismo, insegnò teologia in diverse università statunitensi, tra cui Yale, la Columbia e la Cornell. Nel 1986 fece da consulente al film Mission, dove apparve in un cameo proprio nei panni di un gesuita. Fu autore di una cinquantina di libri che spaziavano dalla poesia ai saggi sul suo attivismo, ma anche opere di carattere religioso in cui offriva lettura politiche di figure veterotestamentarie come i profeti Ezechiele, Daniele e Isaia. Fu anche autore del dramma teatrale The Trial of the Catonsville Nine, portato in scena a Broadway nel 1971 e riadattato in un film prodotto da Gregory Peck.
Morì nel Bronx nel 2016 all'età di 94 anni.